# 岩本武助
岩本 武助（いわもと ぶすけ、1882年（明治15年）12月3日 - 1936年（昭和11年）9月6日）は、大正から昭和前期の林業家、政治家。衆議院議員。

## 経歴
奈良県吉野郡、のちの上北山村日裏で、林業・岩本善太郎の長男として生まれた。1888年（明治21年）父の死去に伴い家督を相続。1905年（明治38年）立命館大学法律科本科を卒業し、さらに同大高等研究科で経済学を修めた。1906年（明治39年）1月、一年志願兵として歩兵第37連隊に入隊し、経理部に配属され陸軍二等主計まで昇進して除隊。のちに帝国在郷軍人会上北山村分会長を務めた。
家業の林業を営み、パルプ材料として販売し、地方森林会議員、大日本山林会評議員、大和山林会理事、帝国林政研究会理事、吉野北山郷木材同業組合組長などを務めた。その他、大同銀行取締役、北山索道取締役、南和電気鉄道取締役、立命館大学評議員なども務めた。また、大和山岳会の創立に参画し、同副会長に就任した。
1928年（昭和3年）2月の第16回衆議院議員総選挙に奈良県全県区から立憲政友会公認で出馬して初当選し、その後1936年（昭和11年）2月の第19回総選挙まで再選され、衆議院議員に連続4期在任した。この間、齋藤内閣・司法参与官、政友会支部長などを務めた。1936年9月、議員在職中に死去した。